# DJ Ando
DJ Andoは神奈川県出身のディスクジョッキー。元東京スタイル所属DJで、2021年7月にアーティスト契約を解除、現在フリーランスで活動。オールジャンルを特意とする。

## 略歴・人物
18歳で一人暮らしを始め、インテリアとして、ターンテーブルを買いDJ機材に興味を持つ。元々イベントDJから始まり、20代前半は自己で800人以上の集客を得、青山、六本木などでイベントを開催。学生サークル等のパーティーでオファーが殺到し当時最大規模のキャンパスサミット等でDJを務める。当時圧倒的な人気を博していたDJKAYAの次に学生イベントではレギュラーが多かった。集客力のあるDJとして徐々に夜のクラブでも知名度を上げ、当時人気のあったクラブでレギュラーDJを務め、渋谷FURAや六本木PYLON等では年末カウントダウンDJを務める。世間はトランスブームが起き多くのDJがCDデビューを果たすもイベント以外の活動は無く日陰的な時期を過ごす。後、何箇所かレギュラークラブDJをこなす。
転機として25歳の時にクラブ・バニラのレジデントDJとして抜擢。当初200人しか集客が無かった店を週末に3500人以上な人気のクラブに成長させる。バニラ箱DJ時代は多くの失敗や先輩DJのいじめに遭い苦労するが「その時のDJの世界に政治があり、DJにも付加価値が必要だと実感する」と後にYouTubeで語っている。バニラではオールナイトのヘア・ショーメインのイベント『美容師サミット』を開催。平日に客が居ない店を1500人の美容師と関係者が訪れた。美容師業界に最も精通しているDJとなる。バニラはその後閉店。この頃DJ KEN-ICHIRO名義でビクターよりJ-POPMIXを発売。後に、渋谷Camelot等、多くのクラブのサウンドをプロデュースする。
楽曲制作の面ではかつて【Caramel Pod】名義で制作活動をしa-nationのテーマソングや多くのテレビ番組のオープニングテーマ、アーティストのプロデュースを行う。ゴーストライターとしても多くの楽曲をアーティストに提供。2018年頃から『BEST OF BEST』というDJMIXシリーズをこれまでに3枚発表。本人名義でリリースされたDJ MIXは、このシリーズのみ。
2015年からは【Hard Dance Rockers】として活動。2016年にはDJMAGの部門別で日本のベストDJに選ばれる。2017年〜2018年海外のパーティーのオファーが増えアジアでのDJを積極的に行う。中国・海南島の人気クラブM1では2500人を集客。
以上のように順調に見えたDJ人生だったが2020年3月、新型コロナウイルスの影響で仕事が激減。丁度プロデュースするイベントや店も無くなった環境だったのでインターネット上にホームを作ることを決意。2020年3月、YouTubeにチャンネル『DJAndoのCLUB情報局』を開設。2021年2月末、開設1年でチャンネル登録者2500人を得る。2021年8月現在、登録者が急増し24000人超。その後、地方局の音楽番組などに出演している。

## 手掛けたアーティスト
海外
ヒラリー・ダフ、デミ・ロヴァート、アシャンティ、フロー・ライダー、A.J.他
国内
木村有希、ジャニーズ事務所、TRF、倖田來未、SoulJa feat. 青山テルマ、May J.、唐沢美帆、JYJ、矢口真里&保田圭、羞恥心、サーターアンダギー、Lil'B、HALCALI、阪井あゆみ 他